# Adam Hague
Adam Hague (né le 29 août 1997 à Rotherham) est un athlète britannique, spécialiste du saut à la perche.

## Carrière
Le 28 mars 2015, il bat le record britannique junior en 5,60 m à Austin, au Myers Stadium. Le 19 juillet 2015, il remporte le titre des Championnats d'Europe juniors à Eskilstuna avec un saut à 5,50 m.
Il bat son record personnel en qualifications des championnats d'Europe de Berlin 2018, en 5,61 m, ce qui le qualifie pour la finale. Il termine 10e en finale avec 5,65 m, record personnlel.

## Palmarès
| Date | Compétition                   | Lieu             | Résultat | Marque |
| ---- | ----------------------------- | ---------------- | -------- | ------ |
| 2013 | Championnats du monde cadets  | Donetsk          | 6e       | 4,90 m |
| 2014 | Championnats du monde juniors | Eugene           | 8e       | 5,35 m |
| 2015 | Championnats d'Europe juniors | Eskilstuna       | 1er      | 5,50 m |
| 2016 | Championnats du monde juniors | Bydgoszcz        | 5e       | 5,40 m |
| 2018 | Jeux du Commonwealth          | Gold Coast       | 4e       | 5,45 m |
| 2018 | Championnats d'Europe         | Berlin           | 10e      | 5,65 m |
| 2018 | Ligue de diamant              | Ligue de diamant | 9e       | 5,53 m |
| 2019 | Championnats d'Europe espoirs | Gävle            | 7e       | 5,50 m |
| 2022 | Jeux du Commonwealth          | Birmingham       | 2e       | 5,55 m |

## Records
| Épreuve          | Épreuve   | Marque | Lieu       | Date            |
| ---------------- | --------- | ------ | ---------- | --------------- |
| saut à la perche | Plein air | 5,65 m | Berlin     | 12 août 2018    |
| saut à la perche | En salle  | 5,65 m | Birmingham | 18 février 2018 |